# 東屋沼神社
東屋沼神社（あずまやぬまじんじゃ）は、福島県福島市飯坂町平野にある神社。式内社（名神大社）で、旧社格は郷社のち村社。

## 祭神
- 少名彦那神
- 大巳貴命（大国主命）
- 素戔嗚命
- 日本武尊

## 歴史
由緒書によれば創建は不詳。平安時代中期の『延喜式神名帳』には「陸奥国信夫郡 東屋沼神社 名神大」と記載され、信夫郡に鎮座する延喜式内社五座（東屋沼神社、東屋国神社、白和瀬神社、黒沼神社、鹿島神社）の中で名神大社とされているほか、国の行事儀式「名神祭」が行われていた。
明治維新前は、福島市内を流れる摺上川と松川の間にある余目地区二十余郷内に鎮座する神社の総社とされていた。
創建当初は吾妻山の雷沼付近に社殿が鎮座していたが、山麓の大笹生地区の木落山（御林山）に遷座し、その後現在の鎮座地へと再遷座したという。往古は様々な名称が東屋沼神社につけられていた。主な名称として以下のものがある。
「七的大明神」
大笹生地区へ遷座時には、神社にある木に７つの的をかけて弓の練習をしたことから。
「七松大明神」
神社にあった７本の松に蛇がいて、ネズミを駆除してくれることから、この蛇を神の使いとして崇めたことから。
「東屋治神社」
安永10年（1781年）、「神の御加護で東国の経営（東屋）が治まる」という意味を込めて。
その後明治2年に、現在の「東屋沼神社」の社名に戻した。境内にある資料館には、「七的大明神」「七松大明神」「東屋治神社」と呼ばれていた頃の棟札や扁額・写真などが残されている。
明治4年に、近代社格制度において郷社に列し、明治8年に村社となった。現在は、主に五穀豊穣・災難消除・火伏の神として信仰されている。

## 境内

### 社殿
社殿は拝殿・幣殿・本殿からなる。

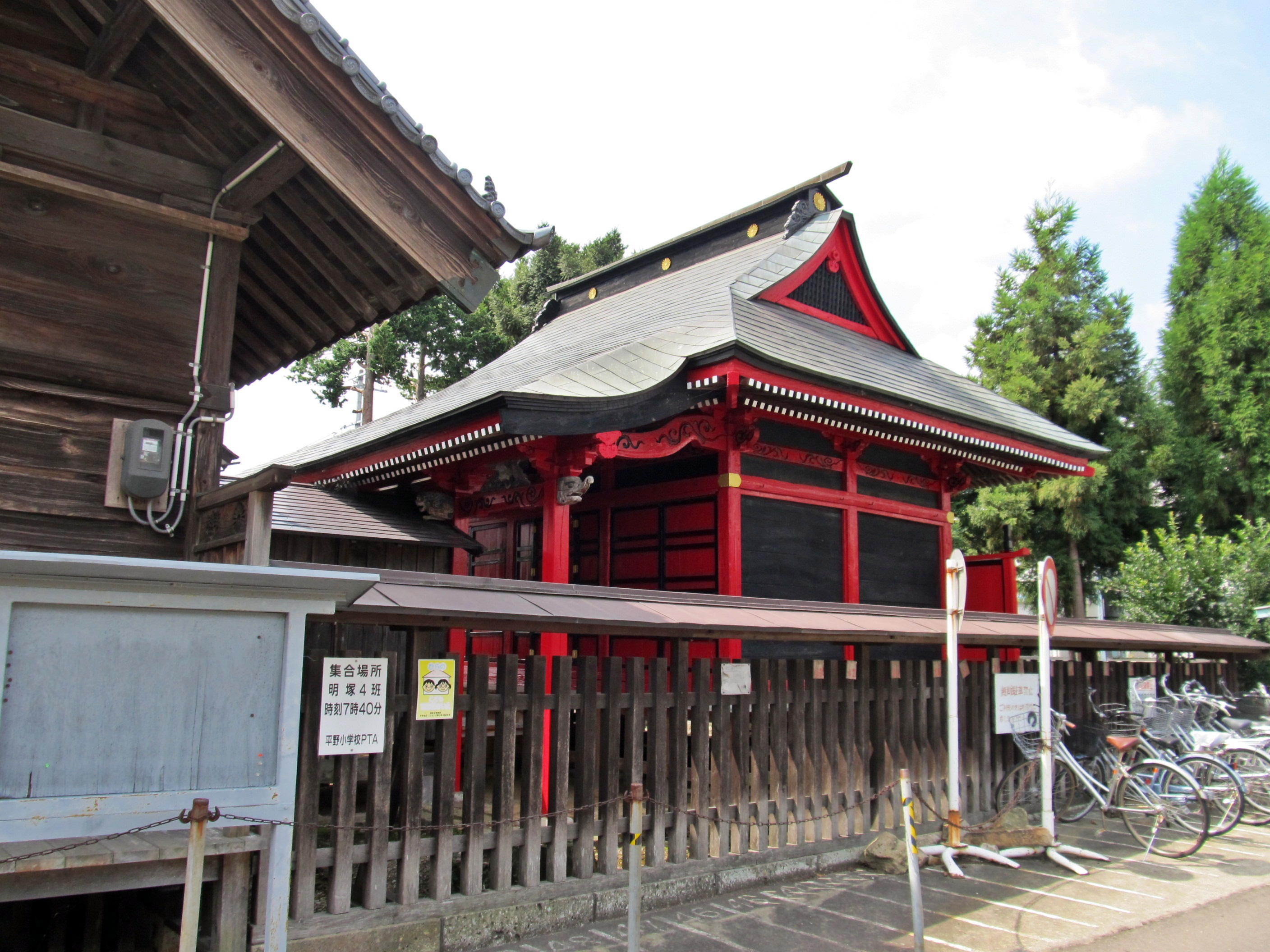
本殿 入母屋造。
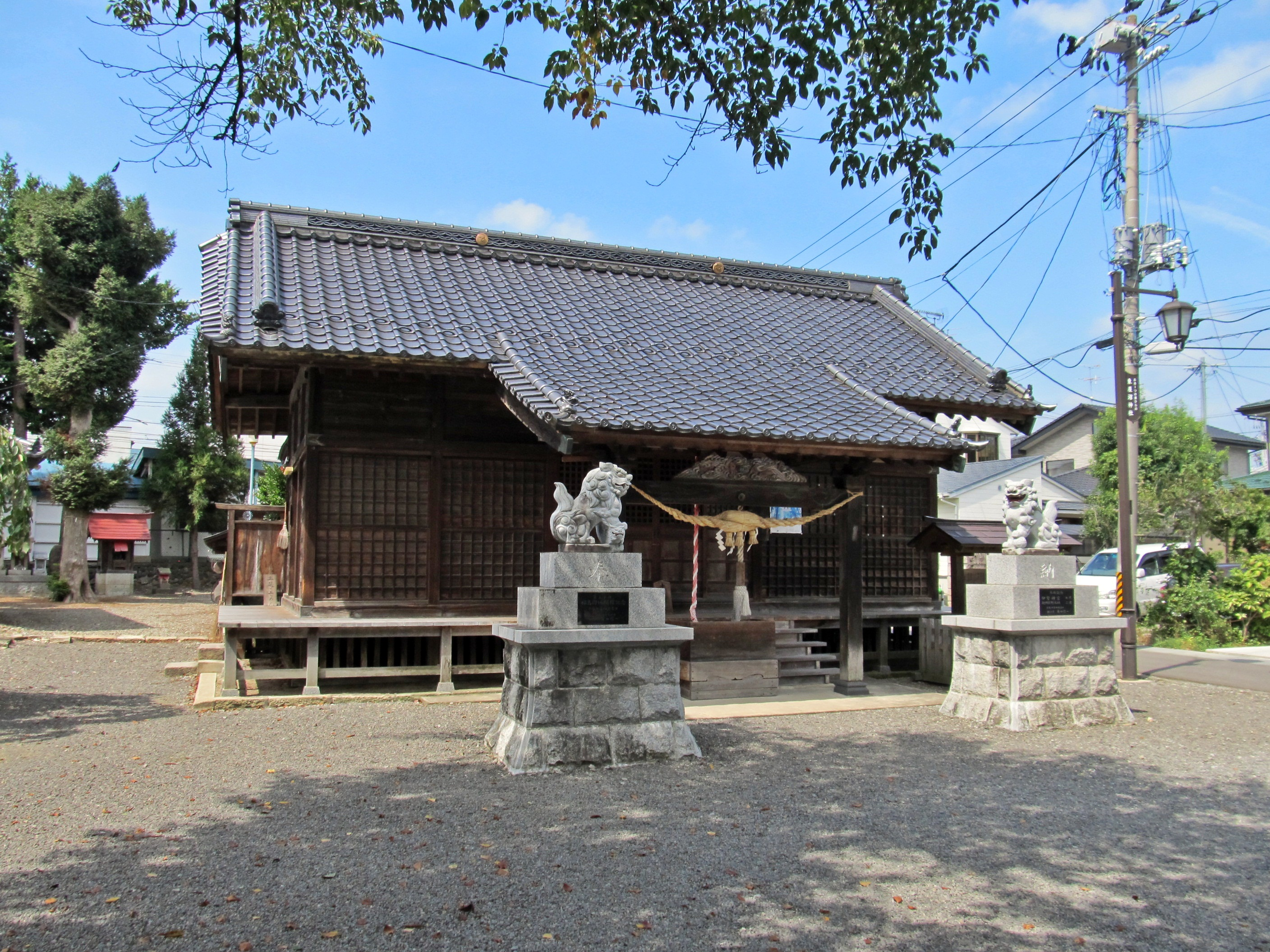
拝殿

拝殿内部
拝殿内には、1932年（昭和7年）3月10日に岐阜県の崇敬者により奉納された松かさで作られた大蛇がある。また、本殿と幣殿の接続部上部には男と女の顔が彫られた装飾、本殿御扉の上には寛政9年（1797年）に奉納された「口を開けた面」が掲げられている。

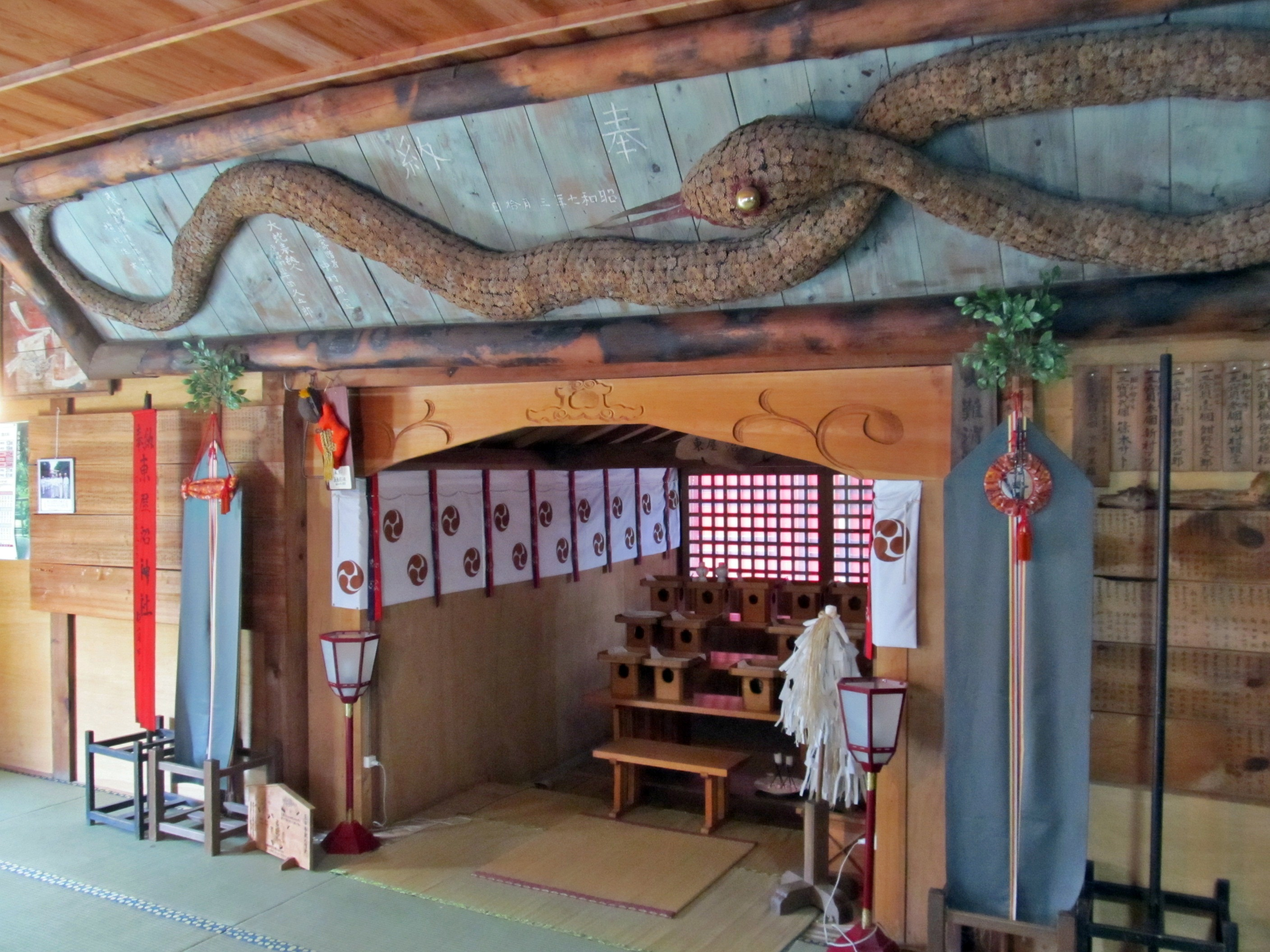
拝殿内の松かさで作られた大蛇 昭和7年に岐阜県の崇敬者により奉納。
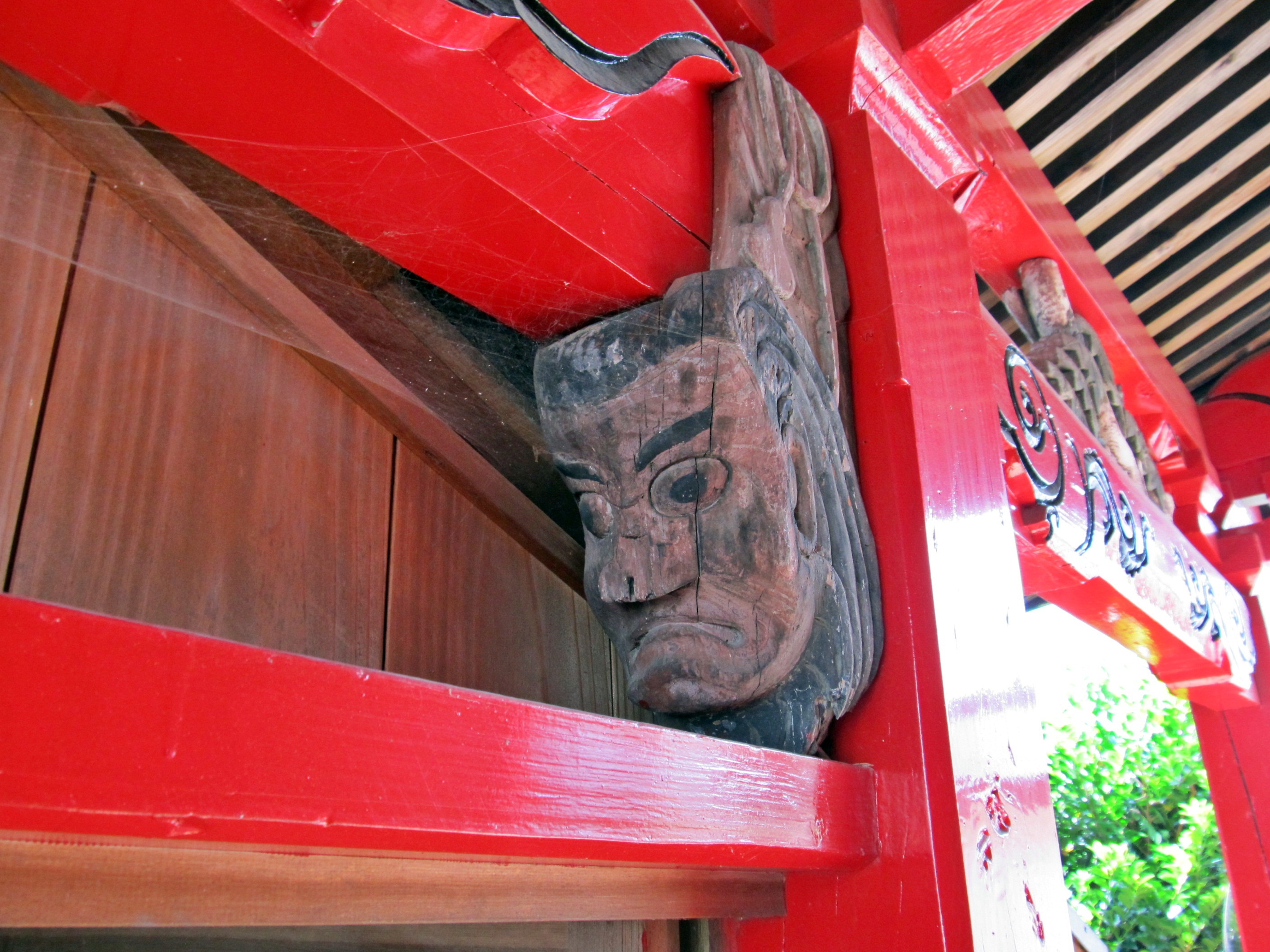
幣殿接続部上部の男性の顔の彫刻
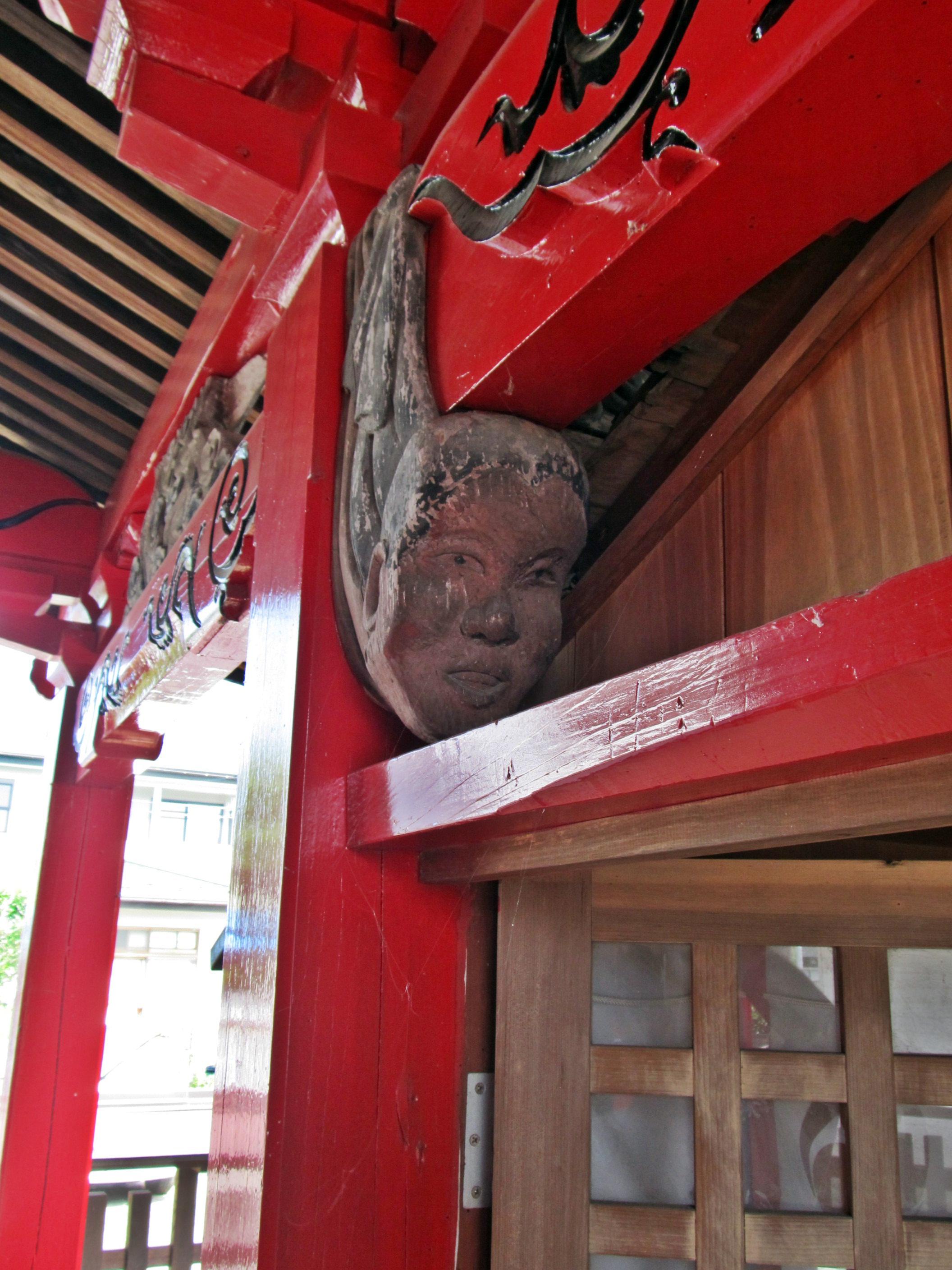
幣殿接続部上部の女性の顔の彫刻
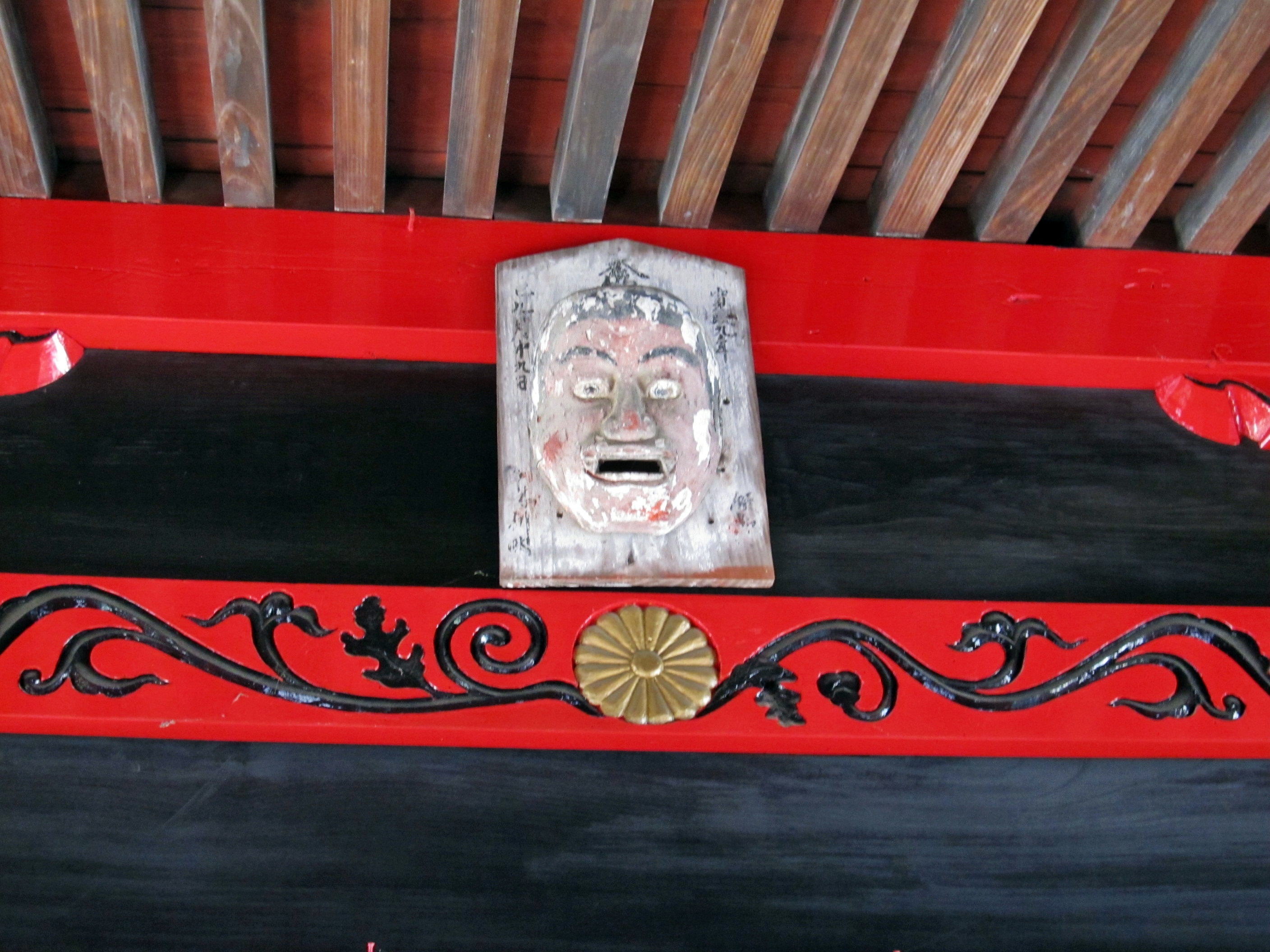
本殿御扉上部に掲げられた寛政9年奉納の男性の面

### その他

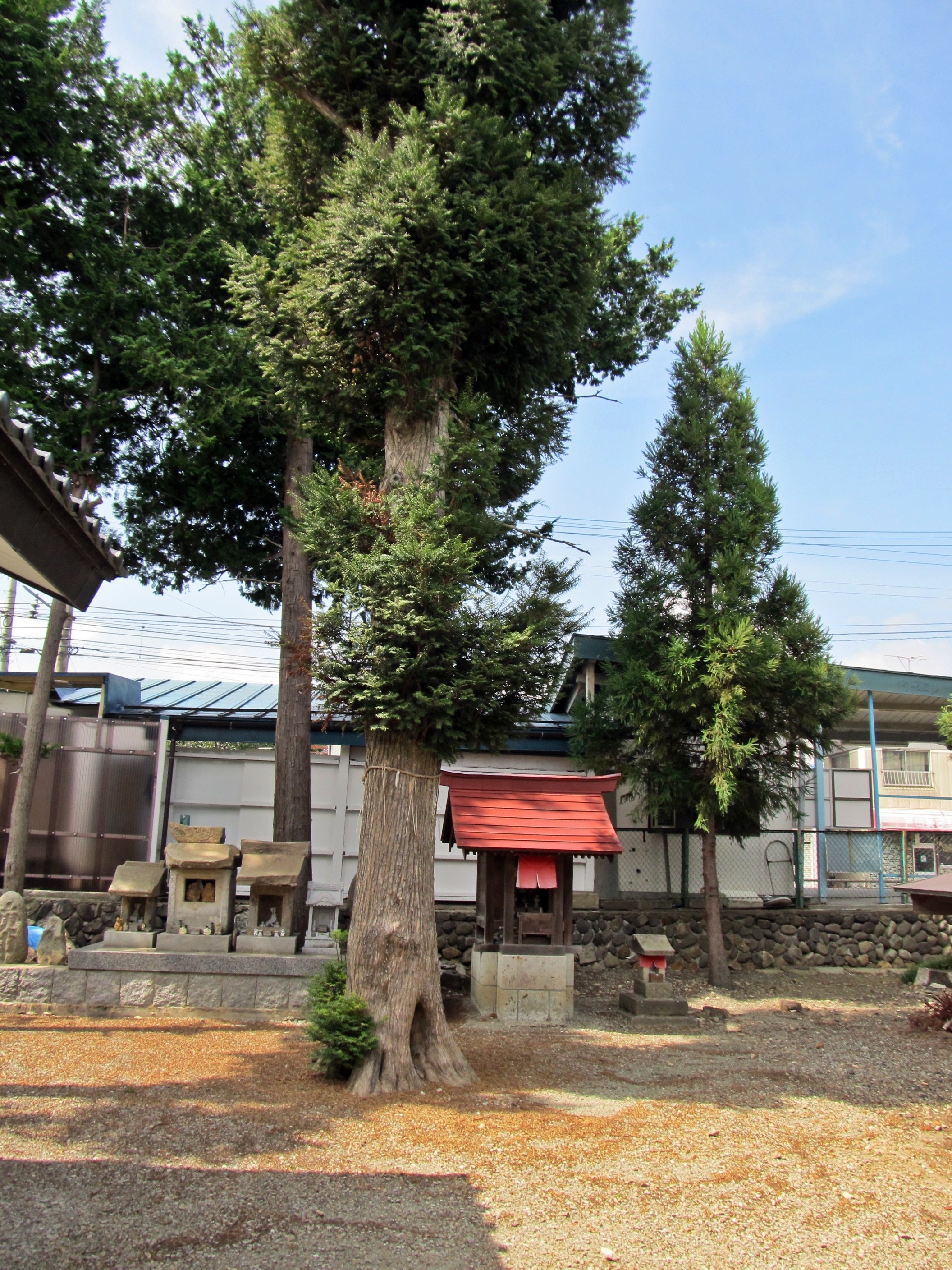
境内社
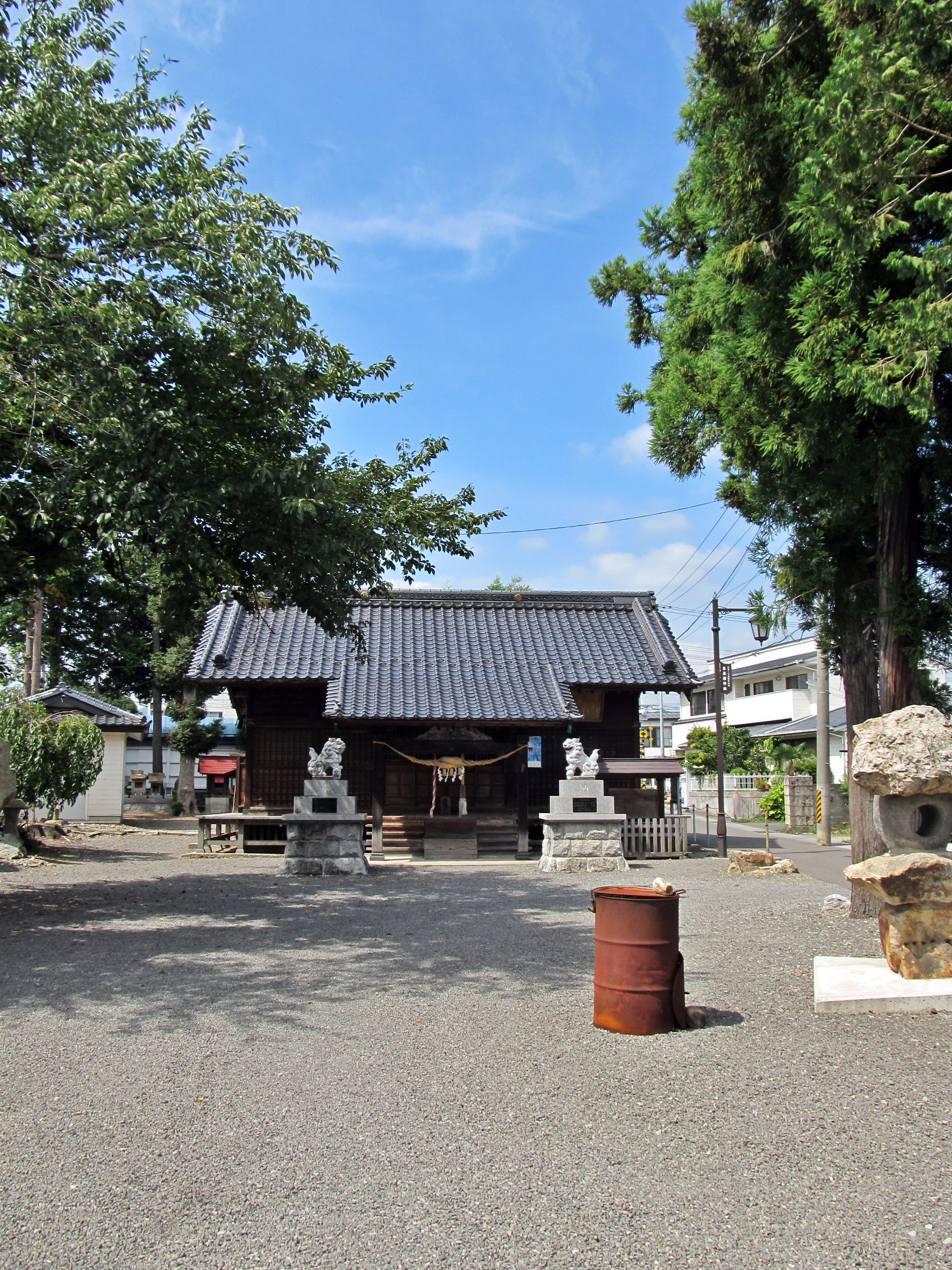
境内
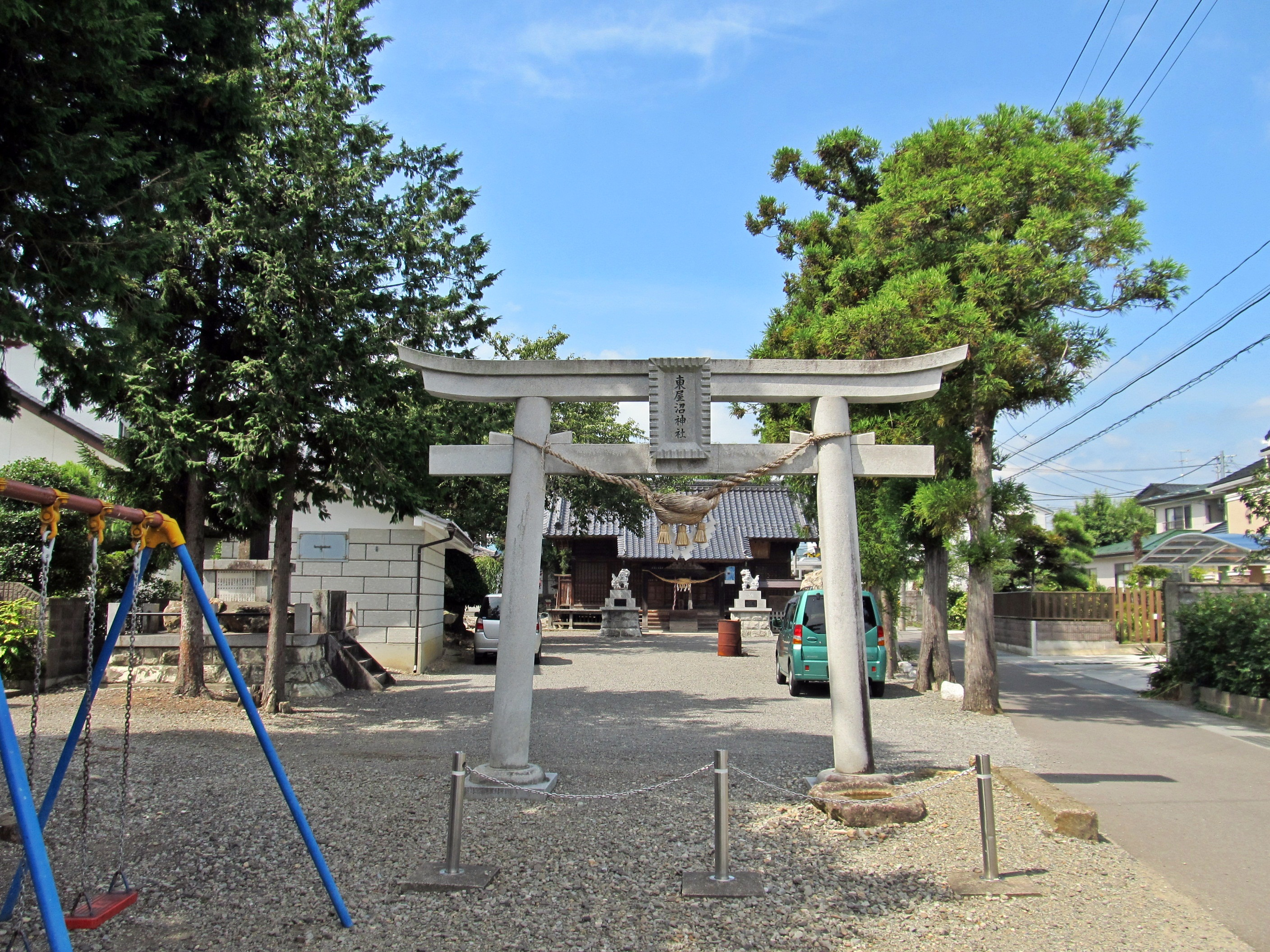
鳥居

本殿の裏には石祠が祀られているほか、境内には神輿庫、東屋沼神社資料館、遊具などが設置されている。社殿のすぐ裏には福島交通飯坂線の平野駅がある。

## 現地情報
所在地
- 福島県福島市飯坂町平野字明神脇1

交通アクセス
- 福島交通飯坂線 平野駅 （徒歩すぐ）